# Alain Cerrato
Pour les articles homonymes, voir Cerrato.
Alain Cerrato est un footballeur français né le 3 janvier 1950 à Sète dans le département de l'Hérault et mort le 29 novembre 2001 dans la même ville. Il évolue au poste de gardien de but du début des années 1970 au début des années 1980.